# 国鉄の特殊狭軌線
国鉄の特殊狭軌線（こくてつのとくしゅきょうきせん）では、鉄道院・鉄道省・運輸通信省・運輸省・日本国有鉄道が運営した日本の国有鉄道の路線のうち、特殊狭軌である762mm (2ft6in) 規格の路線群について記述する。
これらの路線群に対しては、「国鉄狭軌軽便線」をはじめとしてさまざまな呼称がなされているが、公式に統一された名称は存在しない。

## 概要
元来、国有鉄道には1067mm (3ft6in) 以外の軌間を持つ路線は存在しなかった。1906年の鉄道国有法による大規模な私鉄国有化でも、私設鉄道法の影響で各会社の軌間が1067mmに揃っていたため、結果的に路線網に別の軌間が入り込む余地はなかった。
ただし、例外として湧別軽便線（後の石北本線・名寄本線の各一部）が1914年に建設された際、一部が762mm (2ft6in) 軌間で建設された。新規路線としてナローゲージが採用された唯一の例である。
しかし新規に敷設されることはなくとも、大正時代から昭和初期にかけて敷設予定線区に存在する既存私鉄の買収を次々と行った結果、762mm軌間の路線が国有鉄道の路線網に混じる現象が発生した。これらの路線に対し国有鉄道は一時的にそのまま762mm軌間の特殊狭軌線として運営し、その後一部を除き改軌および改修を行って路線網に編入する処置を取った。
特殊狭軌線の存在期間は一部の路線を除けば基本的に短く、短いものでは1年、長くても10年未満だった。このため路線の消長が激しく、総路線数や総路線距離は断続的に増減を繰り返していたが、それでも昭和に入ると買収私鉄そのものの増加から総路線数・総路線距離ともに増大し、1936年から1938年にかけては総路線数6本、総路線距離184.2kmと最大値を記録した。しかし戦時中になると改軌を完了する路線が増えて急速な減少に転じ、戦後は釜石西線のみとなった。最終的に1950年の釜石西線改軌完了をもって、37年間の歴史に幕を下ろした。

## 官設線
次の1線のみである。石北本線・名寄本線の項も参照のこと。

### 湧別軽便線
- 区間：留辺蘂 - 社名淵間
- 全通：1915年11月1日
- 改軌：1916年11月7日

元々は北海道の鉄道敷設に関する予定を定めた北海道鉄道敷設法に名寄駅 - 下湧別駅（のちの湧別駅）間の予定線としてあった路線で、本来は着工する予定のないものであったが、開拓を急ぐ声から着工が具体化した。
この時に鉄道院が用いたのが「軽便線」の制度である。軽便線は鉄道敷設法やそれに類する法律で敷設が予定されていない路線に適用される路線規格で、軽便鉄道法に準拠し施設の簡易な支線として建設することを条件に、帝国議会で予算承認を得るだけで建設できた。そのため、これをうまく使ってこの急な建設具体化に対応しようとしたのである。その結果、当線は網走本線（のちの池北線全線、石北本線・釧網本線の各一部）の支線に変更して「軽便線」として着工されることになった。
これに際し、財政逼迫を理由として留辺蘂駅から先は1067mmではなく762mm軌間で建設することになり、1915年11月1日に社名淵駅（のちの開盛駅）まで開業。その先、下湧別までもそのまま762mm軌間で着工しかかっていた。
しかしこの区間の開通に前後して、帝国議会で全区間を「軽便線」ではなく幹線格であり本来の当線の規格である「本線」として建設することが決定し、社名淵駅から先の軌間も1067mmに変更された。このために当区間は開業した直後からいきなり改軌を迫られる事態となり、翌1916年11月7日には改軌された。軌間こそ762mmであったものの、建築定規は1067mm規格であったため、比較的早く改軌を行うことが可能であったのが救いであった。
当線の区間は後年路線改編により二分割され、留辺蘂 - 遠軽間が石北本線、遠軽 - 社名淵間が名寄本線となった。1989年に名寄本線が廃止されたため、後継区間として現存するのは前者の区間のみである。

## 私鉄買収線
買収された私鉄は計14社、国有鉄道線としての路線数は計12線となる。各私鉄および各線を継承した路線の項も参照のこと。

### 仙北軽便線
- 旧社名：仙北軽便鉄道
- 区間：小牛田 - 石巻間
- 買収：1919年4月1日
- 改軌：1920年5月23日

私鉄買収線の最初の事例である。鉄道敷設法に規定されていた石巻 - 小牛田 - 新庄間の予定線との重複から買収された。本来この区間は着工が決定されていなかったが、石巻港を拠点とする仙北軽便鉄道の好況を見て着工を決定し、買収に至った。
改軌は私鉄買収由来の特殊狭軌線の中でも特に早く、1年後の1920年5月23日には完了している。現在の石巻線の一部に相当する。

### 魚沼軽便線 → 魚沼線
- 旧社名：魚沼鉄道
- 区間：新来迎寺 - 小千谷間
- 買収：1922年6月15日

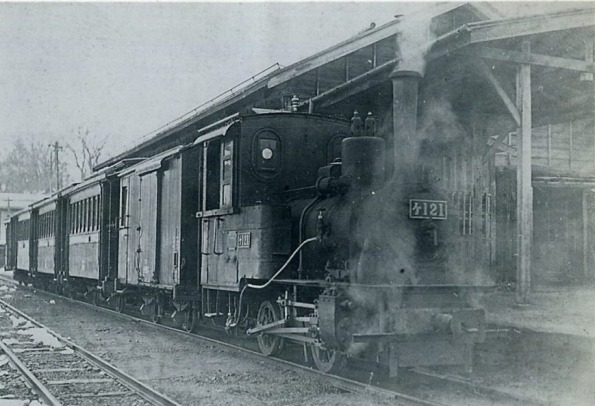
ケ121(旧魚沼鉄道4)牽引の魚沼線の混合列車　西小千谷駅(1937年2月24日)

- 改軌：行われず休止（公式には1954年8月1日）

当線は上越北線（現在の上越線）が並行して開業したために青息吐息の状態で、1921年には補償を申請して廃止届を出された路線が、一転して国有化されるという特異な経緯をたどったものである。表向きは鉄道敷設法の別表に規定されていた来迎寺 - 小千谷 - 岩沢間の予定線と重なることと、沿線に軍の駐屯地があったことを根拠に買収されており、他の路線と同じような予定線重複に伴う買収、また一種の補償買収にも見えるものであった。しかし実際のところ当線の買収は会社や地元有力者が当時の与党・立憲政友会に働きかけたことによって起こったもので、買収の決定も野党の憲政会による激しい反対を立憲政友会が無理矢理押し切る形で行われるなど、特定の政党が単独で計画し力にものをいわせて強行するという、きわめて政治色の強いものであった。
このような経緯があったため路線の経営状態そのものは度外視であり、国有化後も並行線の問題が依然重くのしかかって当線の経営を圧迫し続けた。さらには貨物需要を担っていた発電所工事の中止や、第一次大戦後の軍縮に伴い軍の駐屯地が閉鎖されたことで存在意義が低下。改軌されずに塩漬け状態となり、ついには不要不急線に指定され、1944年10月15日に全線休止された。
戦後、1954年にほぼ同じ経路で1067mm軌間の魚沼線が建設され、公式には特殊狭軌線が改軌されて復活した後継路線とされている。しかし実際には既に線路が消滅していた旧線の路盤を流用しながら新線を改めて敷設しており、実質的には「旧線を改軌して新線にした」というよりも「旧線を廃止して新線を一から建設し直した」という方が当てはまる。なお、再建の際に来迎寺・西小千谷周辺は大きくルートが変更されており、この部分は完全な新設線ということになる。その再建された魚沼線も1984年に廃止されたため、路線は現存しない。
なおこの魚沼鉄道買収まで、国有鉄道線としての路線名は「○○軽便線」とされていたが、1922年9月2日に「軽便線」の呼称が廃止され、特殊狭軌線も他の路線と同じく単に「○○線」と命名されるようになった。当線の最初の線名である「魚沼軽便線」が、途中で「魚沼線」と改称されたのもそのためである。

### 久留里線
- 旧社名：千葉県営鉄道久留里線
- 区間：木更津 - 久留里間
- 買収：1923年9月24日
- 改軌：1930年8月20日

千葉県営鉄道の一路線で、当初は買収対象ではなかった。しかし大正末期に木更津を起点に内房と外房を結ぶ鉄道構想が起こり、これが鉄道敷設法に規定されていた木更津 - 久留里 - 大多喜 - 大原間の予定線と重なって、互いの利害が一致したことから買収された。この際、鉄道省は無償譲渡を条件に路線延長を約束しており、この取引から無償で譲渡されることになった。
かくして政府と掛け合ってまで買収にこぎつけたものの、実際には鉄道建設予算の削減と政治的な事情から、約束は反故にされて長く改軌されないままとなり、県議会の抗議も門前払いの状態が続いた。何とか改軌にこぎ着けたのは、昭和に入った1930年8月20日のことであった。
路線名は改軌工事の際に一時「木原西線」とされたが、結局元の線名に戻り、現在の久留里線として継承されている。

### 太多線
- 旧社名：東濃鉄道
- 区間：新多治見 - 広見間
- 買収：1926年9月25日
- 改軌：1928年10月1日

この「東濃鉄道」は、かつて駄知線・笠原線を運営し、現在も自動車会社として現存する東濃鉄道とは全くの別会社である。同社の鉄道免許は将来国有化が必要となった際に買収に応じることを条件に認可されたものであった。
これまでの買収はすべて全線買収であったが、東濃鉄道の場合は新多治見 - 広見間のみの買収で、その先の広見 - 御嵩間は買収されなかった。この区間はほぼ同時に新設会社の東美鉄道に譲渡され、さらに名古屋鉄道に合併されて名鉄広見線の一部となった。なお特殊狭軌線時代には東濃鉄道時代のままに直通運転が行われていた。
改軌は太多線が多治見 - 美濃太田間を全通させた1928年10月1日のことであった。現在も太多線の一部として現役である。

### 日高線
- 旧社名：苫小牧軽便鉄道・日高拓殖鉄道
- 区間：苫小牧 - 佐瑠太 - 静内間
- 買収：1927年8月1日
- 改軌：1931年11月10日

苫小牧 -　佐瑠太間が苫小牧軽便鉄道、佐瑠太 - 静内間が日高拓殖鉄道に当たる。別会社であるが実質的に一つながりの路線であり、直通運転も行っていた。北海道鉄道敷設法にあった苫小牧 - 鵡川 - 浦河 - 広尾 - 帯広間の予定線と重複したため、両社同時に買収された。なお、日高拓殖鉄道には浦河延長の計画があったが、この買収が現実化したため計画を中止した経緯がある。
改軌は苫小牧側が優先され、苫小牧 - 佐瑠太間が1929年11月25日に早くも改軌完了、佐瑠太 - 静内間の改軌は1931年11月10日まで持ち越された。その後に日高本線の一部となった。うち鵡川 - 静内間は2015年の高波災害による運休から復旧することなく2021年3月31日付けで廃止された。
なお、佐瑠太駅（現在の富川駅）から分岐していた沙流鉄道は自社車両を一切所有せず、すべて苫小牧軽便鉄道の車両を用いていた。この形態は苫小牧軽便鉄道の国有化後も続き、私鉄ながら使用されているすべての車両が国有鉄道のものであるという変わった営業形態になった。日高線の改軌後は、特殊狭軌線時代の車両を譲り受けて自社車両としている。

### 宇和島線
- 旧社名：宇和島鉄道
- 区間：宇和島 - 吉野生間
- 買収：1933年8月1日
- 改軌：1941年7月2日

鉄道敷設法の別表第103号で規定されていた八幡浜 - 卯之町 - 宮野下 - 宇和島 - 中村間、宮野下 - 中村間、104号で規定されていた大洲 - 近永間の予定線と重複すること、また後述する愛媛鉄道の買収具体化などによって、予讃線が宇和島まで達することが確実となったことから買収された。同鉄道は四国環状線構想に後押しされて開業したものの、大きな赤字となっており、半ば救済のような買収であった。
本来は上述のとおり近永経由での建設を予定していたため、買収は宇和島 - 近永間のみを予定していたが、結果として全線の買収となった。
改軌は非常に遅く、完了したのは1941年7月2日のことであった。この時、宇和島駅分岐であった路線を経路変更し、北宇和島駅分岐としている。戦後、予土線建設のたたき台とされ、現在も予土線の一部として現役である。

### 福塩線 → 福塩南線
- 旧社名：両備鉄道
- 区間：両備福山 - 府中町間
- 買収：1933年9月1日
- 改軌：1935年10月24日

鉄道敷設法の別表91号で規定されていた福山 - 府中 - 三次 - 来島 - 出雲今市間、来島 - 木次間の予定線に重複すること、またこの予定線の北部に当たる芸備線の建設が進んだこと、さらには予定線の早期開通を望む声が出たことから買収された。買収前の1927年6月25日に電化していたため、特殊狭軌線唯一の電化線となった。ただし電車は走らず、電気機関車による客車列車が運転されていた。
なお、路線名は将来の塩町（現在の神杉駅）までの延伸を見込んで「福塩線」とされたが、1933年11月15日に北側部分に当たる田幸（現在の塩町駅）-吉舎間が開業し「福塩北線」を名乗ったため、対応して「福塩南線」と改称した。
買収区間は全線ではなく一部で、支線であった高屋線（神辺-高屋間）は買収されなかった。このため買収直前に新設会社の神高鉄道に譲渡され、のちに井笠鉄道に合併されて同社の神辺線となっている。
改軌は北線の工事に合わせて速やかに行われ、1935年12月14日に完了した。この際、既存の福山駅から少し離れていた両備福山駅を福山駅へ統合するとともに、福山城の東側を回っていた福山-横尾間を西側に付け替えるなどの経路変更が行われた。現在も福塩線の一部として現役で、特殊狭軌線時代の「福塩南線」も俗称として残っている。

### 愛媛線
- 旧社名：愛媛鉄道
- 区間：長浜町 - 大洲間・大洲 - 若宮分岐点 - 新谷 - 内子間
- 買収：1933年10月1日
- 改軌：1935年10月6日

鉄道敷設法の規定による予定線との重複ではなく、1920年に帝国議会で「軽便線」として予算承認された松山 - 八幡浜間の予定線と重複したことによって買収された。
路線は2路線からなっており、当初は長浜町 - 大洲間のみの買収予定だったが、支線の大洲 - 新谷 - 内子間についてもこの部分だけをそのまま残しても営業継続が難しいと見なされて合わせて買収された。複数の路線を持つ私鉄としては初めての全線買収である。なお路線は2本だったが、列車は大洲でスイッチバックして長浜町 - 大洲 - 内子と一体運行されており、国有化後もそのまま維持された。
改軌は1935年6月から丸々3か月間営業を休止して行われ、同年10月6日に完了した。この際に伊予白滝 - 春賀間の経路が変更されるとともに、大洲 - 五郎間の若宮分岐点で分岐していた支線が五郎分岐に変更されている。この際、本線が予讃線、支線が内子線となり、一体化されていた列車運行も分割された。現在も予讃線の一部と内子線として現役である。
なお、経路は長く改軌当時のまま維持されたが、1986年に内子線が路線改良により経路変更された際、内子線だった五郎 - 新谷間が廃止され、代わりに予讃線の支線として伊予大洲 - 新谷間が建設された。この時には改軌時に廃止された若宮分岐点も伊予若宮信号場として復活し、実質的に特殊狭軌線時代の経路復活となった。但し伊予大洲 - 新谷間は改軌前は直線的であり、そのままの形で復活したわけではない。

### 古江線 → 古江西線
- 旧社名：大隅鉄道
- 区間：串良 - 古江間
- 買収：1935年6月1日
- 改軌：1938年10月10日

鉄道敷設法の別表第126号で規定されていた国分 - 高須 - 志布志 - 福島 - 内海間の予定線と重複したことから買収された。大隅鉄道は他の鉄道と連絡のない孤立路線で、肝属平野の農作物を鹿児島湾側の高須港や古江港へ運ぶ小路線として機能していた。
買収後は終点の駅名から「古江線」と命名されたが、1936年10月23日に予定線の東端に当たる志布志-東串良間の古江東線が串良駅まで延長した際、路線名を対応させて「古江西線」と改称している。またこの時、孤立状態を解消している。
改軌は買収時点で既に志布志側から古江東線が開通していたためすぐに着工され、1938年10月10日に完了した。この際、スイッチバックだった鹿屋駅周辺がΩカーブに変更されたほか、鹿児島湾側の部分が何か所も付け替えられた。その後1972年に国分まで延長されて大隅線となったが、1987年に廃止となり現存しない。

### 油津線
- 旧社名：宮崎県営鉄道飫肥線・宮崎県営軌道
- 区間：飫肥 - 星倉 - 油津間・星倉 - 大藤間
- 買収：1935年10月1日
- 改軌：1941年10月28日（公式には改軌せず廃止）

上の大隅鉄道に同じく、鉄道敷設法別表第126号で規定されていた国分 - 高須 - 志布志 - 福島 - 内海間の予定線と重複することから買収された。宮崎県営鉄道は南宮崎 - 佐土原 - 妻間の妻線と飫肥 - 星倉 - 油津間の飫肥線の2路線をそれぞれ離れた場所に持っており、両方が買収されているが、そのうち飫肥線が762mm軌間であったため特殊狭軌線となった。また宮崎県営軌道は木材を輸送するための貨物専用線である。両路線とも営林署の軌道以外には連絡を持たず、旅客営業だけを見れば全くの孤立線であった。
買収後は買収前とは逆方向の終点の駅名を取り、鉄道線・軌道線双方を合わせて「油津線」を称した。ただし星倉 - 大藤間は買収前と同じく貨物のみの営業であった。また1937年4月19日には志布志-油津間が開業し、孤立状態から脱した。その代わり、油津駅は油津線の駅とは別駅になり、同線に元からあった油津駅は元油津駅と改称した。
改軌は志布志からの路線が油津に到達した後から開始され、太平洋戦争開戦直前の1941年10月28日に完了した。しかし飫肥周辺が東から回り込んでいたのを西から回り込むように変えて東飫肥駅を新しい飫肥駅としたり、星倉-大藤間で酒谷川を渡る部分を北側に移設するなどの大きな経路変更が行われたほか、かなりの部分で新路盤での建設となり、ほとんど新線建設の趣であった。このようなこともあってか、公式には油津線は改軌の扱いではなく路線ごと一旦廃止され、1067mm軌間の新線に切り替えられたという扱いになり、継承路線は存在しないことになっている。
しかし実際には改軌であり、切り替え新線である志布志線が実質的な継承路線となった。のち、1963年にこの区間を含む志布志-北郷間が日南線に編入されたため、現在は日南線の一部となっている。

### 釜石線→釜石西線
- 旧社名：岩手軽便鉄道
- 区間：花巻 - 仙人峠間
- 買収：1936年8月1日
- 改軌：1950年10月10日

当初は鉄道敷設法にも規定がなく、買収予定のない路線であった。しかし岩手軽便鉄道は花巻から釜石方面への交通路を確保する路線として計画されたものの、技術的問題と資金難から遠野と釜石の間にある難所・仙人峠を越えられない状態が続いており、長く政府に救援を求めていた。
この救援要請は一度は無視されたものの、1925年に取締役が貴族院議員に選出され議会に働きかけたことから、1927年に鉄道敷設法に別表第8号ノ2として花巻 - 遠野 - 釜石間の予定線が規定され、買収に向かいかけた。ところが今度は鉄道財政の緊縮政策によって買収が立ち消えになったため、会社が買収を強く請願、ようやく買収となったものである。
路線名は当初「釜石線」であったが、1944年に東側の部分、釜石-陸中大橋間が「釜石東線」として開業したために、合わせて「釜石西線」と改称した。
改軌はかなり遅くなり戦時中の工事となり、1943年9月20日に花巻 - 柏木平間が完了。しかし戦争のために一旦中止となり、戦後に持ち越された。戦後はカスリーン台風とアイオン台風のために潰滅的被害を受けた山田線の代替ルートとして早期開通が目指され、1949年12月10日に柏木平 - 遠野間が、1950年10月10日に全線がようやく改軌された。改軌に際し花巻・遠野・平倉周辺が経路切り替えとなり、また仙人峠を越えるために足ヶ瀬 - 陸中大橋間は完全に新線となった。現在も釜石線の一部として現役である。
改軌が戦後までずれ込んだのは当線のみであり、結果的に国有鉄道最後の特殊狭軌線となった。またわずか1年ほどの間であるが、日本国有鉄道が保有した唯一の特殊狭軌線でもあった。
なお改軌前、分断されていた仙人峠の貨物輸送には索道が使用されていた。これは災害復旧による代行を除くと国有鉄道直営の貨物索道として唯一の存在である。

### 松浦線
- 旧社名：佐世保鉄道
- 区間：上佐世保 - 左石 - 実盛谷 - 四ツ指 - 佐々間・佐々 - 世知原間・左石 - 柚木間・実盛谷 - 相浦間・四ツ指 - 臼ノ浦間
- 買収：1936年10月1日
- 改軌：1945年3月1日

私鉄買収線の最後の路線である。愛媛鉄道と同じく鉄道敷設法に規定された予定線との重複による買収ではなく、1920年に帝国議会で「軽便線」として予算承認された伊万里 - 佐世保間の予定線と重複したこと、また伊万里側・佐世保側で本格的に工事が始まったことを受けて買収された。
佐世保鉄道は本線のほかに支線を4本有していたが、予定線との重複は実際には上佐世保 - 左石 - 実盛谷 - 四ツ指 - 佐々 - 吉井間という本線の部分だけで、他の支線は必要のないものであった。しかしいずれも短い支線であることから単独採算が取れないこと、またそれぞれの支線が運炭線として重要な役割を果たしており、国策の面からも買収すべきと考えられたことから、全路線が買収されるに至った。ただし路線名称は路線別には制定されず、総称で「松浦線」の名称が与えられた。買収に伴いいくつかの駅名が改称されている。
改軌は当初出足が遅かったが、太平洋戦争が始まると軍港・佐世保を抱えていることや運炭線であることから軍需輸送手段としての重要性が高まって急速に進展し、1943年8月30日には北佐世保 - 左石 - 実盛谷間・左石 - 柚木間・実盛谷 - 相浦間が改軌完了した。この際、上佐世保 - 左石間と実盛谷 - 相浦間は経路が変わり、起点駅が北佐世保駅に変更されている。
1944年4月13日には四ツ井樋 - 佐々間と佐々 - 吉井 - 世知原間・四ツ井樋 - 臼ノ浦間が改軌を完了した。これにより列車が吉井 - 四ツ井樋 - 臼ノ浦と運転されるようになり、世知原方面の支線はそれまでの佐々分岐から吉井分岐に変更となった。
そして1945年3月1日に相浦 - 四ツ井樋が改軌され、全線の改軌が完了している。この時には実盛谷 - 真申間で山廻りから海廻りへ経路変更が行われ、結果実盛谷 - 相浦間の支線が本線の一部に組み込まれることになった。また一時的に北側で本線となっていた四ツ井樋 - 臼ノ浦間はこの工事によって本線が全部改軌されたため、再び支線に戻っている。なお、分岐駅であった実盛谷・四ツ井樋の2駅は廃駅となった。
この改軌と同時に路線が分離され、北佐世保 - 左石 - 相浦 - 佐々 - 肥前吉井間が松浦線の一部、左石 - 柚木間が柚木線、佐々 - 臼ノ浦間が臼ノ浦線、肥前吉井 - 世知原間が世知原線として継承された。しかし石炭産業の衰微で炭鉱閉山が相次いだことから、1967年に柚木線、1971年に世知原線・臼ノ浦線が廃止。松浦線も1988年に第三セクター転換され、現在は松浦鉄道西九州線として現役を保っている。

## 工事用専用線
上記はすべて正式の営業線であるが、国有鉄道ではこれらとは別に大規模な工事の際に敷設する工事用専用線でも762mm軌間を採用し、特殊狭軌線とした路線があった。特殊狭軌線として敷設された工事用専用線は以下の7線である。
- 丹那トンネル東口軽便線
- 丹那トンネル西口軽便線
- 工事用上越軽便北線（清水トンネル）
- 工事用上越軽便南線（清水トンネル）
- 第一飛鳥トンネル工事材料運搬線（山田線）
- 信濃川発電所第1・2期工事用材料運搬線
- 信濃川発電所第3期工事用材料運搬線

これらの路線は工事の実務に用いられるだけでなく、客車を有して作業員やその家族を輸送したり、生活物資を輸送したりするのにも使用された。
戦後は隧道工事の技術が上がったことや、トラック輸送が常用されるようになったために、工事用専用線そのものを敷設することがなくなり姿を消した。

## 特殊例
特殊狭軌線の中で特殊な例が大日本軌道小田原支社線である。小田原 - 熱海間を運行していた同線は、東海道本線の経路が熱海経由となるに当たって、並行線として経営が立ちゆかなくなることを予想し、1920年に国有鉄道へ一切の施設を売却した。
他の場合ならばこのまま国有鉄道線に組み入れられるところだが、この場合はそうはならず、国有鉄道は設備・車両を保有するのみで、運営に関しては民設の「熱海軌道組合」が当たることになった。いわば「国有民営」の状態である。
同線はその後主に丹那トンネル建設工事の作業員輸送に用いられたが、1922年に国有鉄道の小田原 - 真鶴間が開業するに伴い並行区間を廃止。その後国有鉄道の熱海到達まで維持される予定であったが、その直前の1923年に関東大震災で潰滅し、そのまま廃止となった。
同線は表向きは完全に私鉄であり国有鉄道線であったことはないが、設備・車両が国有だったという意味で、国有鉄道の特殊狭軌線に類する路線としてとらえることが可能である。また『日本国有鉄道百年史』でも買収路線として取り扱われている。

## 車両

### 概要

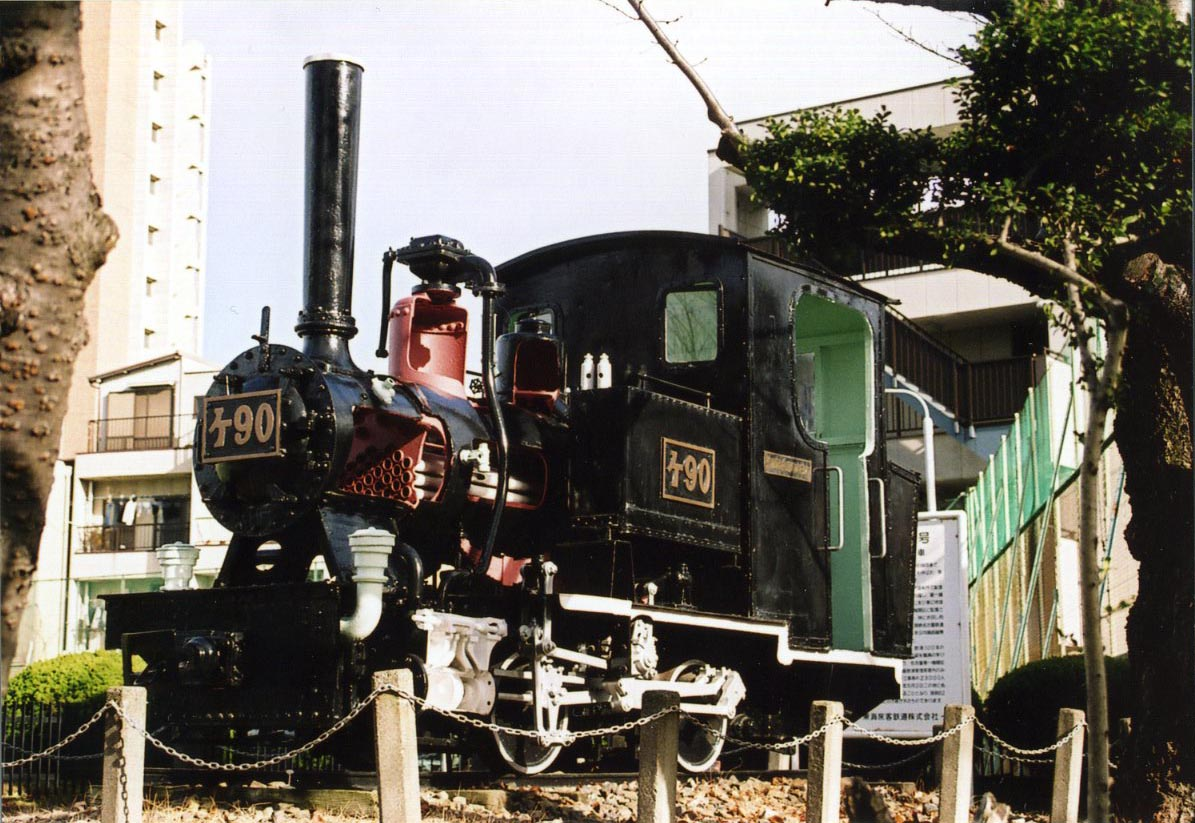
ケ90号（東海旅客鉄道社員研修センター保存当時）
現在はリニア・鉄道館に移設・公開されている

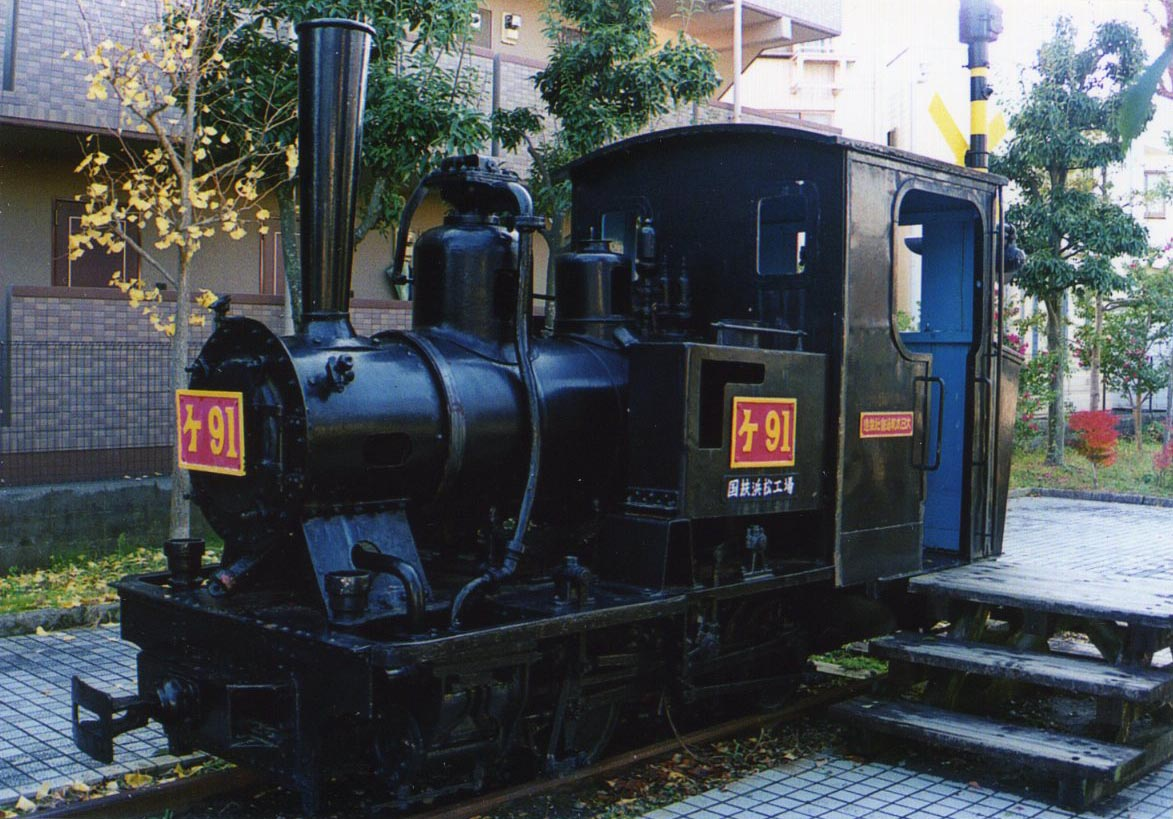
ケ91号（遊歩道「堀留ポッポ道」保存）
遊歩道の中央に柵なしで展示されており、踏み台を使って機関室に入ることも可能

軌間762mmという国有鉄道の規格から外れた路線であったため、車両は官設線の湧別線で使用するために輸入したケ200形蒸気機関車などわずかな例を除き、被買収私鉄の車両に国有鉄道車両としての形式を与えてそのまま使用した。ただし買収されずに廃車・譲渡された車両も多い。
車種は被買収私鉄に蒸気鉄道が多かったことから蒸気機関車と客車・貨車がほとんどで、ごくわずかに内燃機関車（ガソリン機関車）と電気機関車、気動車が存在し、電車は存在しなかった。
形式記号は、蒸気機関車の場合は動輪数を示すアルファベットをつけずに「軽便」の「ケ」に直接形式番号をつけた。その他の車両も「ケ」の後に国有鉄道の称号規程に準じて車種を示す記号をつけた。これは内燃機関車・電気機関車にも行われ、「ケDB10形」「ケED10形」のように片仮名とアルファベットが混在する形式記号も存在した。
形式番号については特に規程が存在したという記録は残っていない。ただし、機関車の大きさについては一応の配慮がなされており、1912年製のケ200形と1919年製のケ100形を基準として、機関車の大きさに応じて上下に展開した。そのため、1067mm軌間の機関車のように形式番号が5の倍数にならず、「ケ158形」のような中途半端な端数を持つ形式が発生したり、一旦国鉄籍に編入後、私鉄へ払い下げられた車両が再度国鉄籍に編入される際に別の形式が付与されたり、譲渡車などの来歴確認をきちんと行わないまま買収線区ごとに安易に形式付与を実施した結果、本来なら同形式になってしかるべき車両が複数の形式に分裂するなど、形式の濫造が起こった。またケ1形が存在せず、最小形式がケ90形であったのもこのためである。
これらの車両は改軌後、私鉄に譲渡されたものもあったが、多くはそのまま廃車となるか、他の特殊狭軌線での車両増備のために転属させられたり、工事線に転属させられたりした上で、余剰になり次第廃車にされた。ただし蒸気機関車の中には特殊狭軌線自体が消滅した後も車籍を有して各地を転々としたものもあったため、特殊狭軌線の車両はケ92号が1958年に札幌の苗穂工場で解体されるまで生き残っていた。この間、これらの車両が工事用などに使用されていたのか、それとも単にたらい回しにされていたのかはつまびらかでない。
このように規格外の車両として早く処分されてしまったために、現存する車両はきわめて少なく、太多線で用いられていたケ90・ケ91号と、湧別軽便線で使用されていたケ204号の3両がわずかに残されているのみである。
ケ90号は東海旅客鉄道社員研修センター（旧中部鉄道学園・愛知県名古屋市千種区）の構内、桜通沿いにある展示場にカットモデル化されて保存されていたが、現在はリニア・鉄道館に移設されている。ケ91号は浜松工場（静岡県浜松市中央区）にほど近い遊歩道「堀留ポッポ道」に一部カットされた状態で保存されている。なお両車とも野外保存で公道から観察可能な点は同じであるが、公開環境は大きく異なる。ケ91号は柵もなく機関車自体に触れることが可能で、機関室に入ることもできるほか、市により石綿対策が行われるなど積極的に公開が行われている。一方ケ90号はリニア・鉄道館で公開されており、入館者は自由に見学が可能である。
ケ204号は一度廃車になって業者の手に渡った後、当時日本統治下だった台湾の台東製糖会社が購入し旅客営業に使用した。同線が台湾総督府鉄道部に買収された後は台東線のL32号→L30号→LC121号となり、台湾が中華民国政府の統治になった後は台湾鉄路管理局の台東線に引き継がれてLCK31号として用いられた。廃車後そのまま現地で保存されることになり、現在は花蓮空港の近くにある「光隆礦石科技博物館」（花蓮県新城郷康楽村）の庭に木造有蓋車とともに野外保存されている。「日本の機関車」としてではなくあくまで「台湾の機関車」としての保存であり、改造のうちに製造銘板は失われ、水タンクや窓が変更されるなど一見してケ200形とは分かりづらい状態になっているが、それ以外の部分はすべて原形を残している。ただし修復がなされているものの車体のあちこちに傷みが見られ、保存状態が余りいいとは言えない。車両の周囲に柵などは設けられておらず、自由に近づくことができるようになっている。

### 形式一覧
以下、各車種の形式をほぼ時代順に列記する。蒸気機関車以外のかっこ内は使用線区。

#### 蒸気機関車
【営業線用】
- ケ200形(200 - 206) - 1912年、独オーレンシュタイン&コッペル製 - 車軸配置0-6-0(C)
- ケ190形(190 - 193) - 旧仙北軽便鉄道1 - 4 - 1911年、英エイボンサイド・エンジン（英語版）製 - 車軸配置0-6-0(C)
- ケ120形(120, 121) - 旧魚沼鉄道3, 4 - 1912年・1914年、独オーレンシュタイン&コッペル製 - 車軸配置0-4-0(B)
- ケ145形〔初代〕(145, 146) - 旧千葉県営鉄道3形(1, 2) - 1912年、独オーレンシュタイン&コッペル製 - 車軸配置0-4-2(B1)
- ケ158形(158) - 旧千葉県営鉄道4形(3) - 1914年、独オーレンシュタイン&コッペル製 - 車軸配置0-6-0(C)
- ケ90形(90, 91) - 旧東濃鉄道A形(1, 2) - 1918年、大日本軌道鉄工部製 - 車軸配置0-4-0(B)
- ケ500形(500 - 504) - 旧苫小牧軽便鉄道B1形(1 - 5) - 1906年、米H.K.ポーター製 - 車軸配置0-6-0(C)、テンダー機関車
- ケ510形(510 - 512) - 旧日高拓殖鉄道D形(1 - 3) - 1923・1926年、橋本鉄工所製 - 車軸配置0-6-0(C)、テンダー機関車
- ケ220形(220 - 224) - 旧宇和島鉄道1 - 3, 5, 6 - 1913-1924年、独オーレンシュタイン&コッペル製 - 車軸配置0-6-0(C)
- ケ230形(230) - 旧宇和島鉄道4 - 1918年、大日本軌道鉄工部製 - 車軸配置0-6-0(C) - 後に佐世保鉄道18を経てケ218形ケ218
- ケ130形(130) - 旧両備鉄道1 - 1913年、独ヘンシェル・ウント・ゾーン製 - 車軸配置0-4-0(B)
- ケ240形(240) - 旧両備鉄道10 - 1924年、独オーレンシュタイン&コッペル製 - 車軸配置0-6-0(C) - ケ217形と同形
- ケ250形(250 - 252) - 旧愛媛鉄道1 - 3（それ以前は南満州鉄道） - 1904年、米ボールドウィン製 - 車軸配置0-6-0(C) - ケ231形、ケ290形と同一由来かつ同形
- ケ260形(260) - 旧愛媛鉄道4 - 1916年川崎造船所製（1920年楠木製作所で再製） - 車軸配置0-6-0(C) - ケ270形と同形
- ケ140形(140) - 旧愛媛鉄道5（それ以前は両備鉄道2） - 1913年、独ヘンシェル・ウント・ゾーン製 - 車軸配置0-4-0(B)
- ケ145形〔二代〕(145, 146) - 旧大隅鉄道1, 2 - 1915年、深川造船所製 - 車軸配置0-4-0(B)
- ケ270形(270) - 旧大隅鉄道3 - 1916年川崎造船所製 - 車軸配置0-6-0(C) - ケ260形と同形
- ケ280形(280, 281) - 旧大隅鉄道4, 5 - 1922・1924年、日本車輌製造製 - 車軸配置0-6-0(C)
- ケ290形(290, 291) - 旧宮崎県営鉄道（飫肥線）ヲ1, ヲ2（それ以前は南満州鉄道） - 1904年、米ボールドウィン製 - 車軸配置0-6-0(C) - ケ231形、ケ250形と同一由来かつ同形
- ケ231形(231 - 236) - 旧岩手軽便鉄道1 - 6（それ以前は南満州鉄道） - 1904年、米ボールドウィン製 - 車軸配置0-6-0(C) - ケ250形、ケ290形と同一由来かつ同形
- ケ92形(92) - 旧岩手軽便鉄道11 - 1913年、独オーレンシュタイン&コッペル製 - 車軸配置0-4-0(B)
- ケ237形(237, 238) - 旧岩手軽便鉄道7, 8 - 1916年、大日本軌道鉄工部製 - 車軸配置0-6-0(C)
- ケ239形(239) - 旧岩手軽便鉄道9 - 1919年、雨宮製作所製 - 車軸配置0-6-0(C)
- ケ93形(93 - 95) - 旧佐世保鉄道1, 2, 4 - 1919年、大日本軌道鉄工部／雨宮製作所製 - 車軸配置0-4-0(B)
- ケ96形(96) - 旧佐世保鉄道3 - 1919年、楠木製作所製[注 4] - 車軸配置0-4-0(B)
- ケ700形(700, 701) - 旧佐世保鉄道5, 6 - 1922, 1923年雨宮製作所製 - 車軸配置0-4-2(B1)
- ケ800形(800 - 803) - 旧佐世保鉄道7 - 10 - 1931年、若津鉄工所（旧深川造船所）製 - 車軸配置2-4-2(1B1)
- ケ97形(97, 98) - 旧佐世保鉄道11, 12（それ以前は関西採炭松浦炭礦専用鉄道1, 2→岡本彦馬専用鉄道1, 2） - 1896年、英W・G・バグナル製 - 車軸配置0-4-0(B)
- ケ600形(600) - 旧佐世保鉄道13（それ以前は岡本彦馬専用鉄道3） - 1894年、米ボールドウィン製 - 車軸配置0-6-2(C1)
- ケ215形(215) - 旧佐世保鉄道14（それ以前は摂津鉄道4） - 1893年、瑞SLM製 - 車軸配置0-6-0(C)
- ケ99形(99) - 旧佐世保鉄道15 - 1919年、久保鉄工所製 - 車軸配置0-4-0(B)
- ケ216形(216) - 旧佐世保鉄道16 - 1920年、雨宮製作所製 - 車軸配置0-6-0(C)
- ケ217形(217) - 旧佐世保鉄道17（それ以前は両備鉄道9） - 1924年、独オーレンシュタイン&コッペル製 - 車軸配置0-6-0(C) - ケ240形と同形
- ケ218形(218, 219) - 旧佐世保鉄道18（それ以前は宇和島鉄道4→国鉄ケ230形230）, 19（それ以前は井笠鉄道4→井笠鉄道8（初代）） - 1918年、大日本軌道鉄工部製 - 車軸配置0-6-0(C)
- ケ702形(702) - 旧佐世保鉄道20 - 1916年、米H.K.ポーター製 - 車軸配置0-4-2(B1)
- ケ703形(703) - 旧佐世保鉄道21（それ以前は耶馬渓鉄道1） - 1913年、独オーレンシュタイン&コッペル製 - 車軸配置0-4-2(B1)

【工事線用】
- ケ100形(100 - 105) - 1919年、雨宮製作所製 - 車軸配置0-4-0(B)
- ケ100形(106, 107) - 1922年、深川造船所製 - 車軸配置0-4-0(B)
- ケ110形(110, 111) - 1922年、日本車輌製造製 - 車軸配置0-4-0(B)
- ケ150形(150 - 153) - 1919年・1920年、深川造船所製 - 車軸配置0-6-0(C)
- ケ160形(160 - 169) - 1922年、雨宮製作所製 - 車軸配置0-6-0(C)
- ケ170形(170 - 185) - 1923年、深川造船所製 - 車軸配置0-6-0(C)
- ケ210形(210 - 214) - 1922年、深川造船所製 - 車軸配置0-6-0(C)

#### 内燃機関車
- ケDB10形（油津線）
- ケDB11形（油津線）

#### 電気機関車
- ケED10形（福塩南線）

#### 気動車
買収気動車の項も参照のこと
- ケキハ500形（宇和島線）
- ケキハ510形（古江西線、客車化され松浦線へ）
- ケキハ520形（油津線）
- ケキハ550形（油津線）

#### 客車
- ケフホロハ150形（湧別軽便線）(150 - 153) - 1914年、汽車製造（東京支店）製
- ケフホハ300形（湧別軽便線）(300 - 303) - 1914年、汽車製造（東京支店）製
- ケホハニ700形（湧別軽便線）(700 - 701) - 1914年、汽車製造（東京支店）製
- ケホロハ200形（仙北軽便線→日高線）（200 - 202） - 1912年、天野工場製
- ケホハ350形（仙北軽便線）（350 - 357） - 1912年、天野工場製
- ケホユニ800形（仙北軽便線）（800 - 801） - 1912年、天野工場製
- ケロハ220形（魚沼線）
- ケハ370形（魚沼線）
- ケフハ310形（魚沼線）
- ケニ900形（魚沼線）
- ケロハ225形（久留里線）
- ケハ375形（久留里線）
- ケハニ850形（久留里線）
- ケコハ360形（太多線）
- ケコハニ830形（太多線）
- ケコハニ840形（太多線）
- ケホヤ100形（日高線）
- ケホロ150形（日高線）
- ケホハ430形（日高線）
- ケホハ440形（日高線）
- ケホハ460形（日高線）
- ケホユニ860形（日高線）
- ケホユニ870形（日高線）
- ケホニ910形（日高線）
- ケホロハ210形（日高線）
- ケホハ450形（日高線）
- ケコハ250形（宇和島線）
- 軽便用御料車（福塩南線）
- ケコヤ10形（福塩南線）
- ケコヤ220形（福塩南線）
- ケコハ270形（愛媛線）
- ケコハ290形（古江西線）
- ケコハ300形（古江西線）
- ケコハ400形（油津線）
- ケコユニ860形（油津線）
- ケコハ470形（釜石西線・松浦線）
- ケコハニ860形（釜石西線）
- ケコハニ870形（釜石西線）
- ケハ320形（釜石西線）
- ケニ920形（釜石西線）
- ケニ930形（釜石西線）
- ケコハ510形（松浦線、古江西線ケキハ510形の客車化）

#### 貨車
【営業線用】
- ケホチ100形（湧別軽便線）(100 - 129) - 材木車、汽車製造（東京支店）製
- ケホツ300形（湧別軽便線）(300 - 339) - 土運車、汽車製造（東京支店）製
- ケホト500形（湧別軽便線）(500 - 509) - 無蓋車、汽車製造（東京支店）製
- ケホワ1200形（湧別軽便線）(1200 - 1206) - 有蓋車、汽車製造（東京支店）製
- ケホワフ1700形（湧別軽便線）(1700 - 1702) - 有蓋緩急車、汽車製造（東京支店）製
- ケワ1500形（仙北軽便線）
- ケワフ1800形（仙北軽便線）
- ケト700形（仙北軽便線）
- ケフト600形（仙北軽便線）
- ケワ1520形（魚沼線）
- ケワフ1810形（魚沼線）
- ケト720形（魚沼線）
- ケフト610形（魚沼線）
- ケチ150形（魚沼線）
- ケホワ1210形（久留里線）
- ケホワフ1150形（久留里線）
- ケホト540形（久留里線）
- ケホトチ450形（久留里線）
- ケワ150形（太多線）
- ケト200形（太多線）
- ケミ1形（日高線）
- ケワ1形（日高線）
- ケチ1形（日高線）
- ケワフ1形（日高線）
- ケワ100形（日高線）
- ケト100形（日高線）
- ケワフ10形（宇和島線）
- ケワ20形（宇和島線）
- ケト30形（宇和島線）
- ケチ200形（宇和島線）
- ケチ250形（宇和島線）
- ケワフ40形（福塩南線）
- ケワ250形（福塩南線）
- ケト150形（福塩南線）
- ケト180形（福塩南線）
- ケワフ30形（愛媛線）
- ケワ40形（愛媛線・古江西線・油津線）
- ケワ200形（愛媛線・古江西線・釜石西線・松浦線）
- ケト110形（愛媛線・古江西線）
- ケト250形（愛媛線）
- ケト300形（愛媛線）
- ケチ300形（愛媛線・釜石西線）
- ケト400形（古江西線・釜石西線）
- ケワフ100形（油津線）
- ケチ50形（油津線）
- ケチ100形（油津線）
- ケチ350形（油津線、星倉-大藤間用）
- ケワ500形（釜石西線）
- ケト1000形（釜石西線）
- ケト500形（松浦線）
- ケト800形（松浦線）
- ケト1200形（松浦線）
- ケト1200形（松浦線）
- ケセ1形（松浦線）

【工事線用】
- ケツチ160形→ケリ150形
- ケフツ240形→ケリ150形
- ケツ350形→ケリ150形
- ケツフ200形→ケリ1形